# Merionoeda marginalis
Merionoeda marginalis är en skalbaggsart som beskrevs av Holzschuh 1991. Merionoeda marginalis ingår i släktet Merionoeda och familjen långhorningar. Inga underarter finns listade i Catalogue of Life.